# SV-51
SV-51是日本科幻戰爭動畫Macross Zero中虛擬的兵器，反統合同盟用來對抗VF-0的新式可變式戰鬥機。

## 開發
外星船艦SDF-1 Macross墜落地球後，各國從此戰艦獲得大量的外星科技，新材質及技術使得武器裝備有著大幅度進化；SV-51即是以反統合勢力主要成員華沙公約組織的主力戰機Su-27為基礎，加上從親反統合勢力的OTM研究單位竊取變型構造相關研究所開發的可變型戰機，由於反統合勢力並未進行熱核引擎研發，故SV-51仍使用渦輪扇發動機作為主要動力來源，配合後方新式向量噴嘴於緊急時可進行垂直起降，但續航力不足早期多擔任短程奇襲任務，後期改良機體並設計可收納機翼而能以機器人型態從淺海處的潛水艇中與壓縮空氣一同射出海面再利用火箭推進升空。
與VF-0相較之下，機身長約23公尺比同時期的VF-0大一截，外觀上保有蘇聯系戰機的特點，機身較龐大但仍能保持靈活度，飛機型態戰鬥方面性能較佳，武裝也較為豐富，但相對的燃料消耗較快而使得作戰時間被迫縮短，不完美的變形構造也使變型時間較長而十分不利；與VF-0相同配有「SWAG能量轉換裝甲系統」與電戰匿縱系統。
之後針對「鳥の人」作戰而對SV-51γ增設噴射背包（ツインブースター）（SV-51 w/Twin Booster）強化瞬間推進力，並大幅增加機體外掛武裝。
根据超时空要塞 Frontier小说版，本机在第一次统合战争结束后继续由部分原本由反统合联盟控制的自治区生产，动力换装为熱核引擎，2059年当时依然存在可飞行的实机并参与了電影《鸟之人》的拍摄。

## 型號
SV-51α
為基本型，供一般飛行員駕駛。
SV-51γ
Ace級飛行員專用型，性能較為優異。

## 追加裝備
噴射背包
因應對「鳥の人」之作戰而對SV-51γ增設噴射背包（ツインブースター）（SV-51 w/Twin Booster）強化瞬間推進力，並大幅增加機體外掛武裝。